# Kanasín
Kanasín ist eine Stadt im Bundesstaat Yucatán, Mexiko. Sie ist Teil des Metropolregion Mérida. Im Jahr 2020 hatte Kanasín etwa 140.000 Einwohner.

## Geschichte
Yucatán erklärte 1821 seine Unabhängigkeit von der spanischen Krone, und 1825 wurde Kanasín zum Oberhaupt einer eigenen Gemeinde ernannt.

## Sehenswürdigkeiten

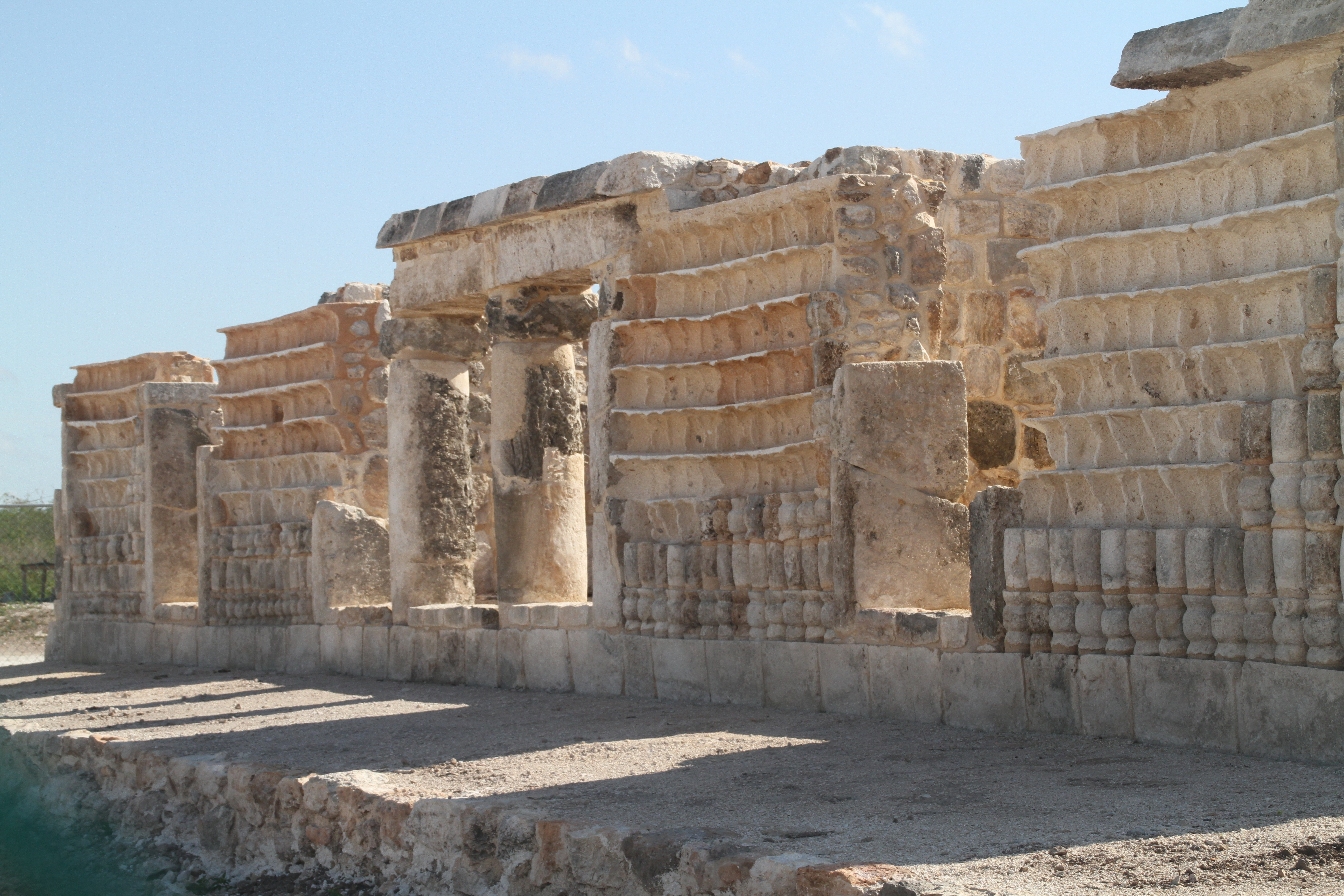
Xiol

Am Rande der Stadt befindet sich die 2018 entdeckte archäologische Maya-Stätte Xiol. In der Nähe der Stadt befindet sich auch die ehemalige Hacienda Teya.